# Dyne
La dyne est l'unité de force du système CGS, de symbole dyn. La dyne est définie comme la force requise pour accélérer une masse d'un gramme de 1 gal (c'est-à-dire 1 cm/s2), soit 1 g·cm/s2.
Une dyne vaut exactement 10-5 newton.
Le nom dérive du grec ancien δύναμις. Le nom à donner à l'unité a fait débat. « La forme dynamy semble être la plus satisfaisante pour les étymologistes. Dynam est également intelligible mais maladroit pour une oreille anglaise. La forme plus courte dyne qui n'est pas façonnée selon les règles strictes de l'étymologie sera probablement généralement préférée dans ce pays. Ayant à l'esprit qu'il est souhaitable pour construire un système en vue de devenir international, nous pensons que la terminaison du mot devrait, pour l'instant, être laissée une question ouverte. Mais nous demandons sérieusement que la forme du mot employée soit strictement limitée à l'unité de force du système CGS c'est-à-dire que la force qui agissant sur un gramme de matière pour une seconde génère une vitesse de un centimètre par seconde. »